# Fuego (Eléni Furéira-dal)
A Fuego (magyarul: Tűz) Eleni Foureira görög énekesnő dala, amellyel Ciprust képviselte a 2018-as Eurovíziós Dalfesztiválon, Lisszabonban. A dal belső kiválasztás során nyerte el a dalversenyen való indulás jogát.

## Eurovíziós Dalfesztivál
2018. február 1-jén a Ciprusi Műsorszolgáltató Társaság bejelentette, hogy az énekesnő képviseli Ciprust a következő Eurovíziós Dalfesztiválon. Versenydala és a hozzá készült videóklip március 2-án jelent meg.
A dalt először a május 8-án rendezett első elődöntőben adta elő fellépési sorrendben utolsóként, az Írországot képviselő Ryan O’Shaughnessy Together című dala után. A dal második helyezettként továbbjutott az elődöntőből a május 12-i döntőbe, ahol fellépési sorrendben huszonötödikként lépett fel, az Írországot képviselő Ryan O’Shaughnessy Together című dala után és az Olaszországot képviselő Ermal Meta és Fabrizio Moro Non mi avete fatto niente című dala előtt. A szavazás során a zsűri szavazáson összesítésben második helyen végzett 183 ponttal (Fehéroroszországtól, Görögországtól, Írországtól, Máltától, Spanyolországtól és Svédországtól maximális pontot kapott), míg a nézői szavazáson ötödik helyen végezett 253 ponttal (Bulgáriától, Görögországtól és Örményországtól maximális pontot kapott), így összesítve 436 ponttal a verseny második helyezettje lett, ezzel megszerezve Ciprus eddigi legjobb helyezését.

### Kapott pontok
Első elődöntő
| Szavazat | Össz | Szavazó országok | Szavazó országok | Szavazó országok | Szavazó országok | Szavazó országok | Szavazó országok | Szavazó országok | Szavazó országok | Szavazó országok | Szavazó országok | Szavazó országok | Szavazó országok | Szavazó országok | Szavazó országok | Szavazó országok | Szavazó országok | Szavazó országok | Szavazó országok | Szavazó országok | Szavazó országok | Szavazó országok   |
| Szavazat | Össz | Azerbajdzsán     | Izland           | Albánia          | Belgium          | Csehország       | Litvánia         | Izrael           | Fehéroroszország | Észtország       | Bulgária         | Macedónia        | Horvátország     | Ausztria         | Görögország      | Finnország       | Örményország     | Svájc            | Írország         | Portugália       | Spanyolország    | Egyesült Királyság |
| -------- | ---- | ---------------- | ---------------- | ---------------- | ---------------- | ---------------- | ---------------- | ---------------- | ---------------- | ---------------- | ---------------- | ---------------- | ---------------- | ---------------- | ---------------- | ---------------- | ---------------- | ---------------- | ---------------- | ---------------- | ---------------- | ------------------ |
| Nézők    | 173  | 7                | 5                | 12               | 7                | 7                | 5                | 10               | 7                | 4                | 12               | 7                | 12               | 7                | 12               | 5                | 12               | 7                | 7                | 10               | 10               | 8                  |
| Zsűri    | 89   | 8                |                  | 12               | 3                |                  |                  |                  |                  | 8                | 3                | 3                | 2                |                  | 7                | 7                | 10               | 4                | 12               |                  | 10               |                    |

Döntő
| Szavazat | Össz | Szavazó országok | Szavazó országok | Szavazó országok | Szavazó országok | Szavazó országok | Szavazó országok | Szavazó országok | Szavazó országok | Szavazó országok | Szavazó országok | Szavazó országok | Szavazó országok   | Szavazó országok | Szavazó országok | Szavazó országok | Szavazó országok | Szavazó országok | Szavazó országok | Szavazó országok | Szavazó országok | Szavazó országok | Szavazó országok | Szavazó országok | Szavazó országok | Szavazó országok | Szavazó országok | Szavazó országok | Szavazó országok | Szavazó országok | Szavazó országok | Szavazó országok | Szavazó országok | Szavazó országok | Szavazó országok | Szavazó országok | Szavazó országok | Szavazó országok | Szavazó országok | Szavazó országok | Szavazó országok | Szavazó országok | Szavazó országok |
| Szavazat | Össz | Ukrajna          | Azerbajdzsán     | Fehéroroszország | San Marino       | Hollandia        | Macedónia        | Málta            | Grúzia           | Spanyolország    | Ausztria         | Dánia            | Egyesült Királyság | Svédország       | Lettország       | Albánia          | Horvátország     | Írország         | Románia          | Csehország       | Izland           | Moldova          | Belgium          | Norvégia         | Franciaország    | Olaszország      | Ausztrália       | Észtország       | Szerbia          | Örményország     | Bulgária         | Görögország      | Magyarország     | Montenegró       | Németország      | Finnország       | Oroszország      | Svájc            | Izrael           | Lengyelország    | Litvánia         | Szlovénia        | Portugália       |
| -------- | ---- | ---------------- | ---------------- | ---------------- | ---------------- | ---------------- | ---------------- | ---------------- | ---------------- | ---------------- | ---------------- | ---------------- | ------------------ | ---------------- | ---------------- | ---------------- | ---------------- | ---------------- | ---------------- | ---------------- | ---------------- | ---------------- | ---------------- | ---------------- | ---------------- | ---------------- | ---------------- | ---------------- | ---------------- | ---------------- | ---------------- | ---------------- | ---------------- | ---------------- | ---------------- | ---------------- | ---------------- | ---------------- | ---------------- | ---------------- | ---------------- | ---------------- | ---------------- |
| Nézők    | 253  | 4                | 10               | 3                | 7                | 5                | 8                | 10               | 10               | 8                | 1                | 1                | 8                  | 4                | 1                | 10               | 8                | 5                | 7                | 8                | 1                | 7                | 7                | 2                | 3                | 5                | 7                | 4                | 10               | 12               | 12               | 12               | 7                | 5                | 6                | 1                | 4                | 3                | 2                | 8                | 6                | 6                | 5                |
| Zsűri    | 183  |                  | 4                | 12               |                  | 6                | 10               | 12               |                  | 12               |                  | 5                |                    | 12               |                  | 10               |                  | 12               | 5                |                  | 2                | 6                | 4                | 5                |                  | 3                |                  | 8                |                  | 7                | 3                | 12               |                  | 1                | 3                | 6                | 7                | 7                |                  |                  | 1                | 8                |                  |

### Díjak
A művészeti díj kategóriában megnyerte a Marcel Bezençon-díjat. Emellett az ESC Radio-nál ő lett a legjobb női előadó kategória győztese.

## Galéria

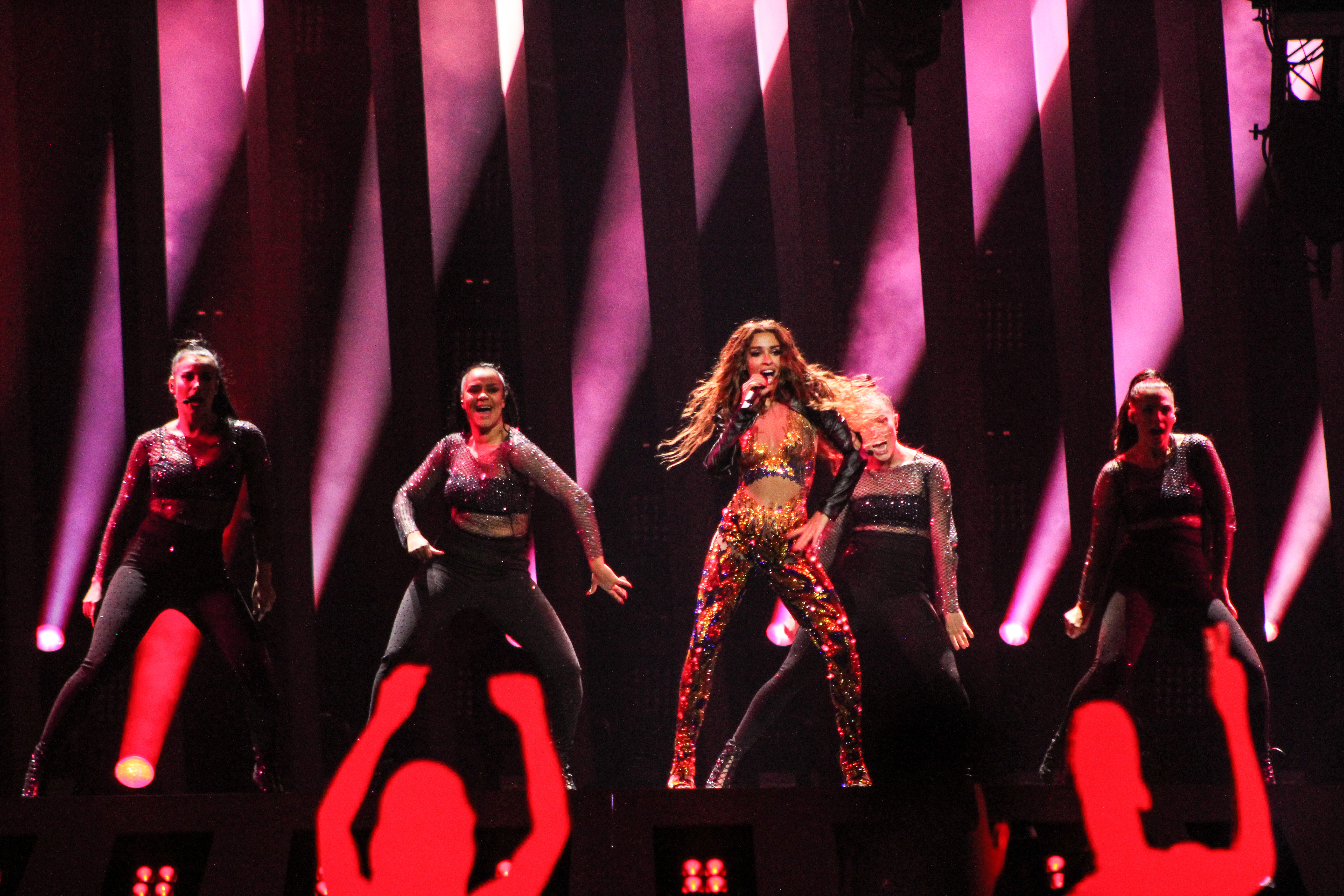
Az első próbán
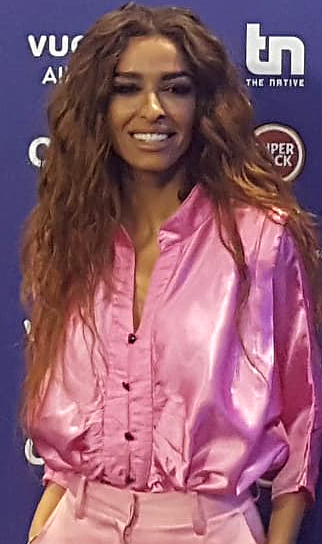
Az első próba utáni sajtótájékoztatón
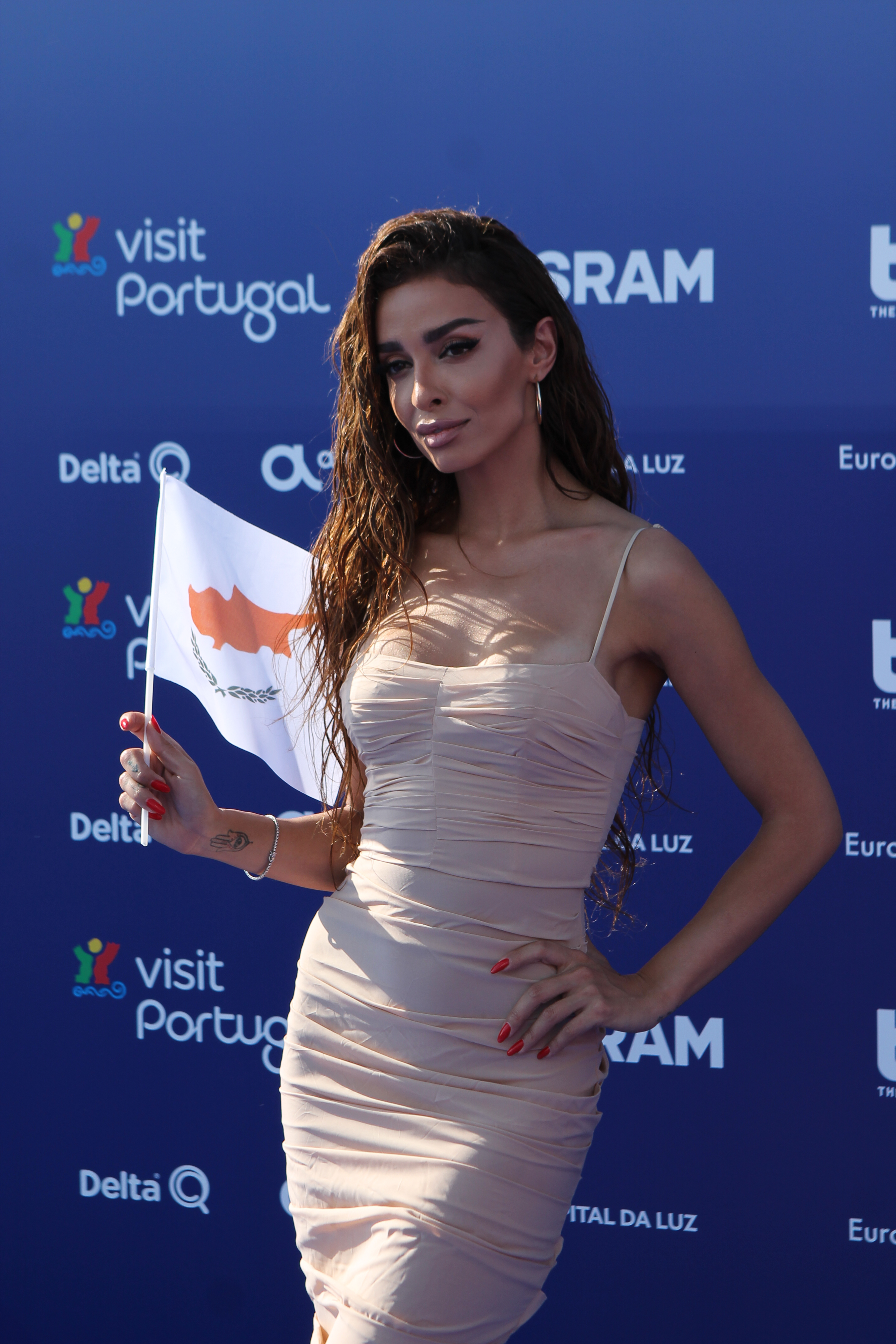
A megnyitóünnepségen
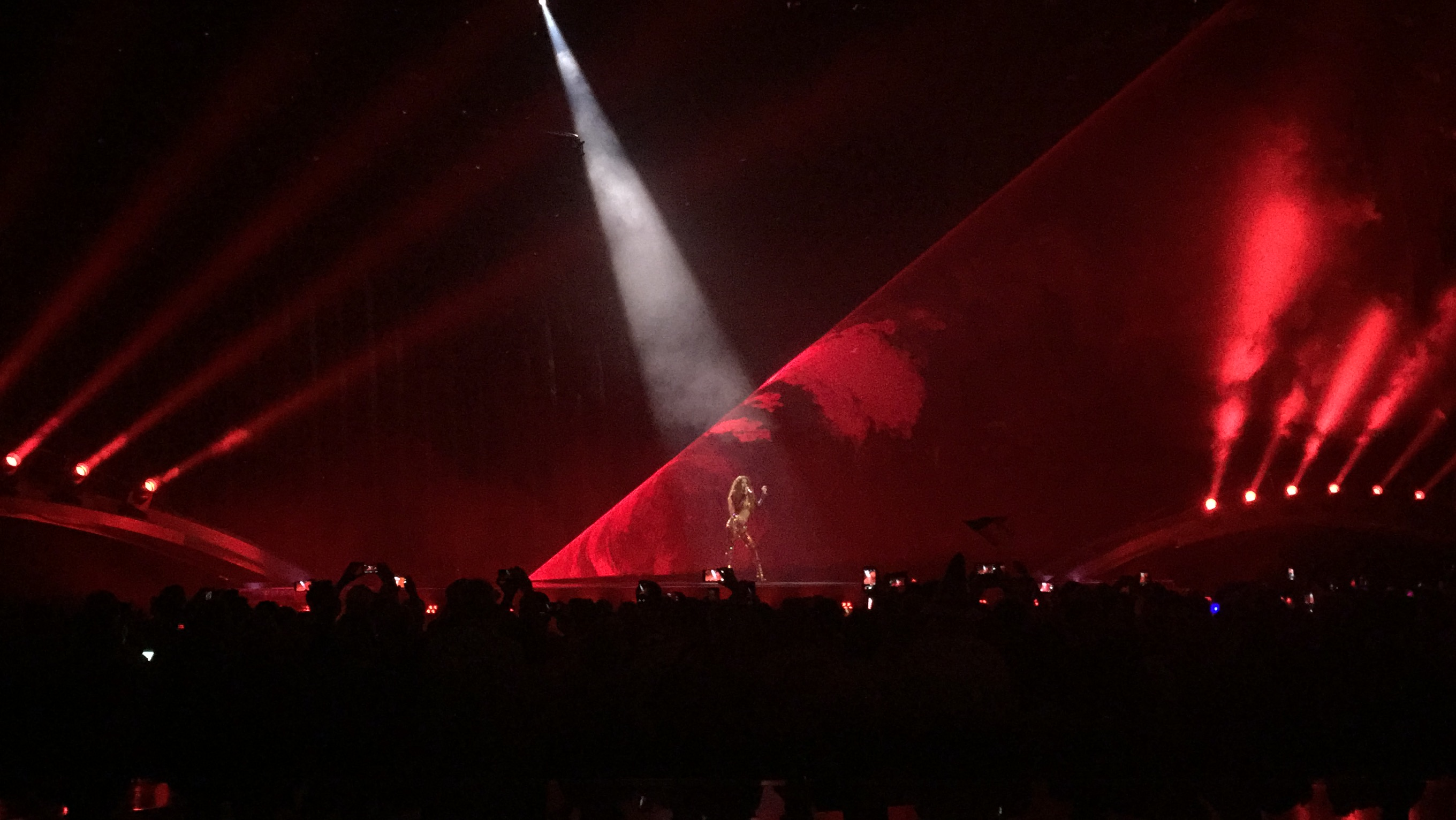
Az első elődöntőben
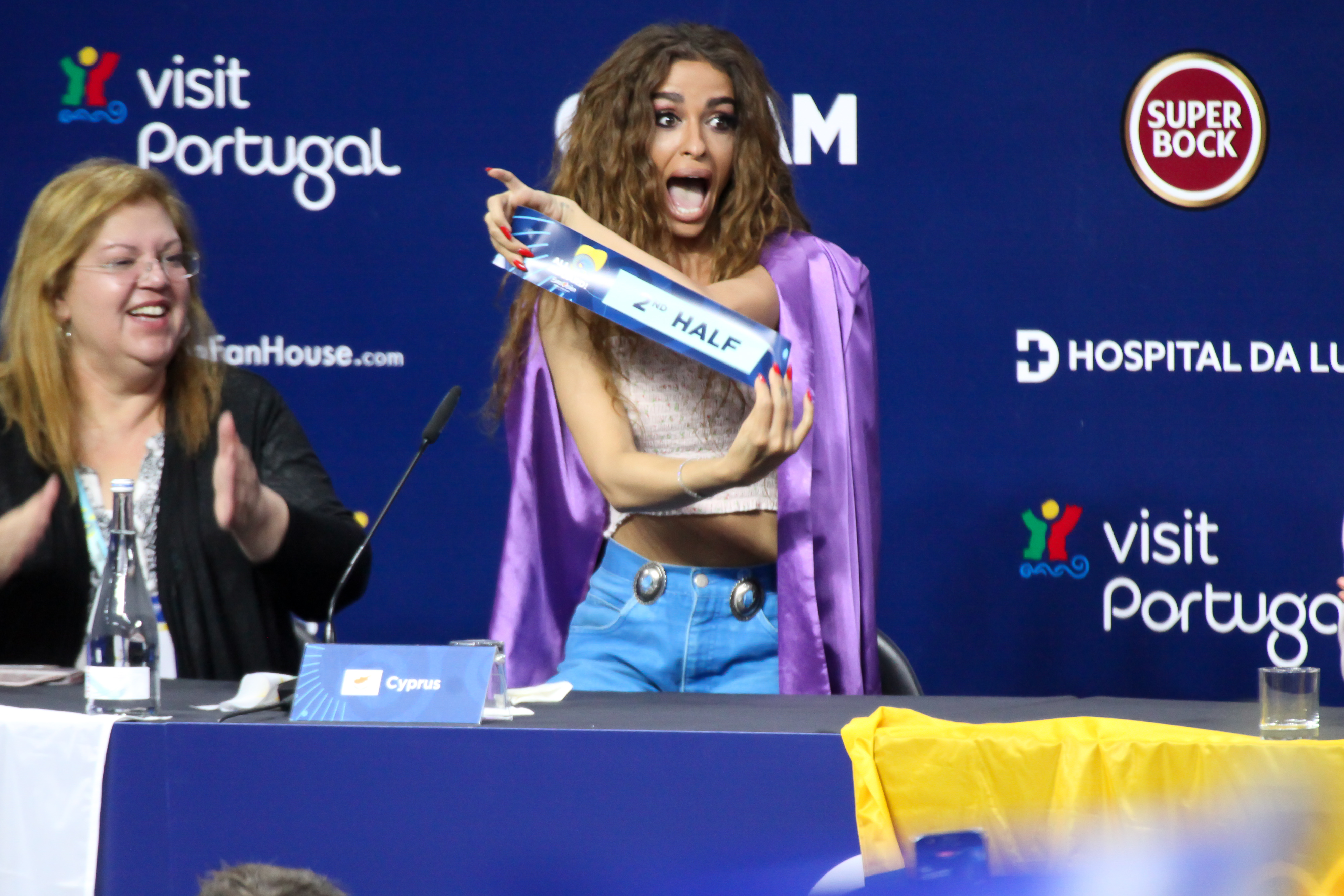
Az első elődöntő utáni sajtótájékoztatón
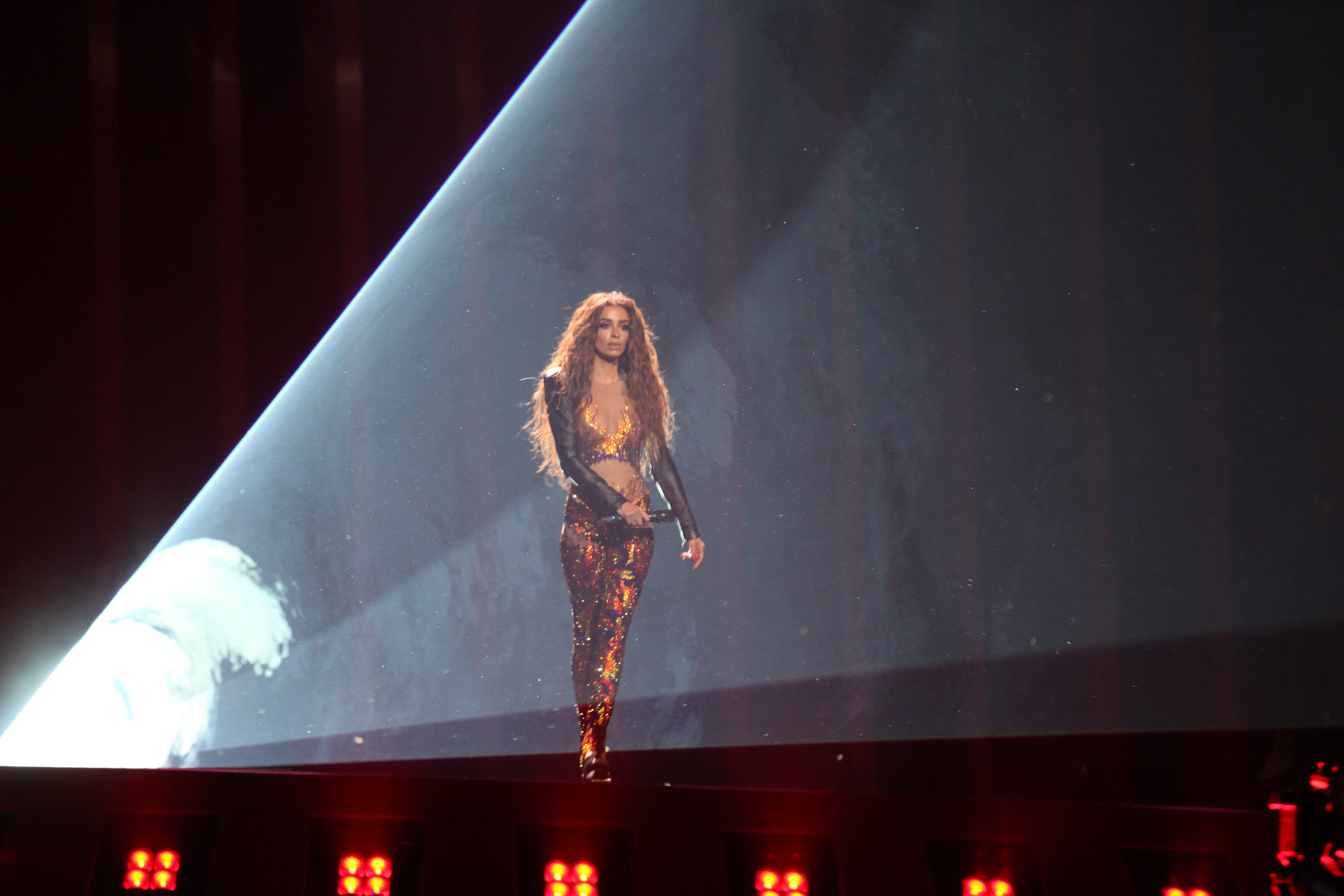
Az döntő főpróbáján